# Bride 13

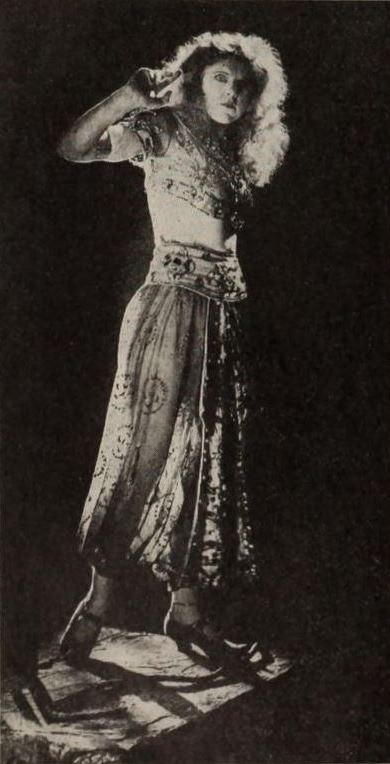
Cena de Bride 13 (1920), com Marguerite Clayton, p. 60, 4 de setembro de 1920, Exhibitors Herald

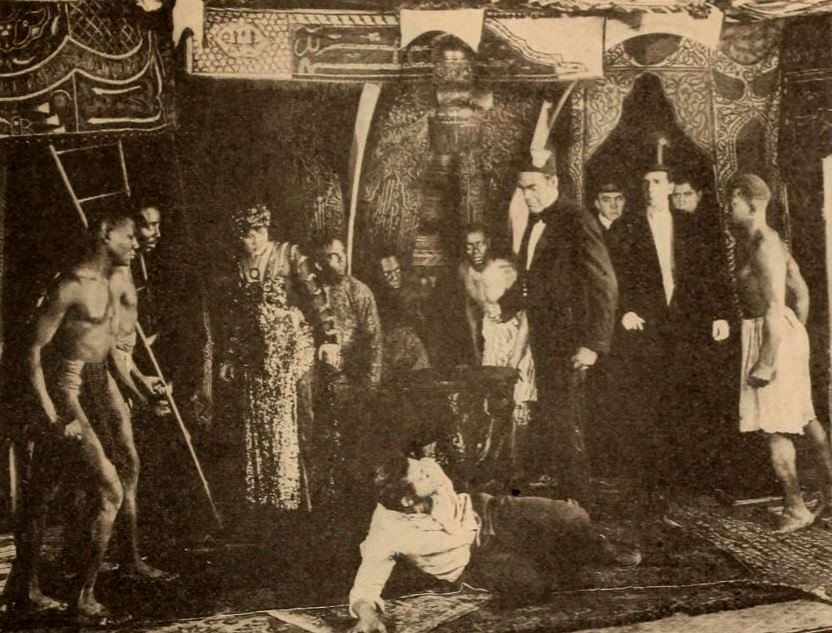
Cena de Bride 13 (1920), p. 93, 14 de agosto de 1920, Exhibitors Herald

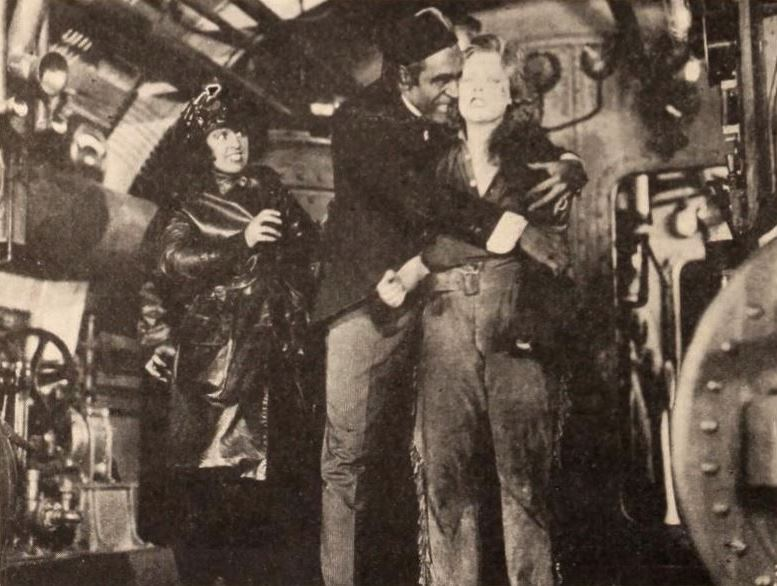
Cena de Bride 13 (1920), com Gretchen Hartman, Arthur Earle e Marguerite Clayton, p. 68, 30 de outubro de 1920, Exhibitors Herald

Bride 13 (bra As Treze Noivas) é um seriado estadunidense de 1920, no gênero Suspense, dirigido por Richard Stanton, em 15 capítulos, estrelado por Marguerite Clayton e John B. O'Brien. Foi produzido e distribuído pela Fox Film Corporation, e veiculou nos cinemas estadunidenses de 10 de setembro a 17 de dezembro de 1920.
Este seriado é considerado perdido.

## Sinopse
A heroína do Western Marguerite Clayton estrelou no papel-título deste seriado, inspirado provavelmente em Ali Babá e os Quarenta Ladrões. Um bando de piratas tripolitanos sequestra 13 noivas ricas, por quem eles pedem resgate. Um tenente da marinha americana (John O’Brien), no capítulo 15, “Thundering Vengeance” consegue resgatar a noiva nº 13, Miss Clayton, que está aprisionada com sua irmã, a noiva nº 12 (Mary Christensen), no submarino dos vilões.

## Elenco
- Marguerite Clayton - Noiva 13
- John B. O'Brien - Bob Norton
- Gretchen Hartman - Zara
- Arthur Earle
- Lyster Chambers - Stephen Winthrop
- Mary Christensen
- Justine Holland - Noiva 2
- Dorothy Langley - Noiva 1
- Mary Ellen Capers – Noiva 8
- Martha McKay - Noiva 5
- Helen Johnson - Noiva 6
- Leona Clayton – Noiva 4
- Florence Mills - Noiva 9
- W. E. Lawrence

## Capítulos
1. Snatched from the Altar
2. The Pirate's Fangs
3. The Craft of Despair
4. The Vulture's Prey
5. The Torture Chamber
6. The Tarantula's Trail
7. Tongues of Flame
8. Entombed
9. Hurled from the Clouds
10. The Cavern of Terror
11. Greyhounds of the Sea
12. The Creeping Peril
13. Reefs of Treachery
14. The Fiendish Tribesmen
15. Thundering Vengeance